# Karl-Werner Brand
Karl-Werner Brand (* 1944 in Niederaschau) ist ein deutscher Umweltsoziologe.

## Leben
Karl-Werner Brand studierte von 1967 bis 1972 an der Ludwig-Maximilians-Universität München Soziologie, wo er das Diplom erwarb. 1977 promovierte er bei Kurt Sontheimer mit einer Arbeit zur politischen Theoriegeschichte. Von 1979 bis 1985 war er akademischer Rat am (damaligen) Institut für Sozialwissenschaften der Technischen Universität München und wurde in dieser Zeit, zusammen mit Dieter Rucht, zum Mitbegründer der deutschen Forschung zu „neuen sozialen Bewegungen“. In seiner Habilitationsschrift stand der historische Vergleich dieser Bewegungen mit früheren Mobilisierungsphasen der Umwelt-, Frauen-, Friedens- und Alternativbewegung in westlichen Industrieländern im Vordergrund. Ab 1990 war er außerplanmäßiger Professor für Soziologie an der TU München und lehrte dort Allgemeine und Politische Soziologie, Umwelt-, Planungs-, Konsum- und Agrarsoziologie.
In den neunziger Jahren verschob sich der Schwerpunkt seiner Arbeiten. Zusammen mit Ulrich Beck gründete er 1993 die heutige Sektion Umweltsoziologie der Deutschen Gesellschaft für Soziologie und war ihr langjähriger Sprecher. Neben diversen Gastprofessuren in Darmstadt, München, Erlangen, Leipzig und Wien baute er an der Münchner Projektgruppe für Sozialforschung (MPS) den Forschungsschwerpunkt "Gesellschaft, Umwelt und nachhaltige Entwicklung" auf, den er bis Ende 2005 leitete. Seit 2008 ist er, neben weiterlaufenden Lehrveranstaltungen, freiberuflich im Rahmen der Umwelt-, Nachhaltigkeits- und Transformationsforschung tätig. 
Ausführliche Literaturliste: siehe Homepage der Münchner Projektgruppe für Sozialforschung (MPS).

## Schriften (Auswahl)
- Die sozial-ökologische Transformation der Welt. Ein Handbuch. Frankfurt/New York: Campus, 2017 (Hrsg.).
- Umweltsoziologie. Entwicklungslinien, Basiskonzepte und Erklärungsmodelle. Weinheim: Beltz-Juventa, 2014.
- Die neue Dynamik des Bio-Markts: Folgen der Agrarwende im Bereich Landwirtschaft, Verarbeitung, Handel, Konsum und Ernährungskommunikation. München: Oekom, 2006 (Hrsg.).
- Von der Agrarwende zur Konsumwende? Die Kettenperspektive. München: Oekom, 2006 (Hrsg.).
- Politik der Nachhaltigkeit. Voraussetzungen, Probleme, Chancen – eine kritische Diskussion. Berlin: edition sigma, 2002.
- Gesellschaft und Natur. Theoretische Perspektiven der Soziologie. Reihe ‘Soziologie und Ökologie', Bd. 2. Opladen: Leske + Budrich, 1998.
- Nachhaltige Entwicklung. Eine Herausforderung an die Soziologie. Reihe ‘Soziologie und Ökologie’, Bd. 1. Opladen: Leske + Budrich, 1997.
- Aufbruch in eine andere Gesellschaft. Neue soziale Bewegungen in der Bundesrepublik (Aktualisierte Neuauflage). Frankfurt: Campus, 1986 (zus. mit Detlev Büsser und Dieter Rucht).
- Neue soziale Bewegungen in Westeuropa und den USA. Frankfurt: Campus, 1985.